# Elattostachys aiyurensis
Elattostachys aiyurensis är en kinesträdsväxtart som beskrevs av F. Adema. Elattostachys aiyurensis ingår i släktet Elattostachys och familjen kinesträdsväxter. Inga underarter finns listade i Catalogue of Life.